# Кассирер, Бруно
Бру́но Касси́рер (нем. Bruno Cassirer; 12 декабря 1872, Бреслау, Пруссия — 29 октября 1941, Оксфорд) — немецкий издатель и предприниматель, владелец художественной галереи в Берлине.

## Биография
Родился 12 декабря 1872 года, вторым ребёнком в еврейской семье Юлиуса Кассирера и его двоюродной сестры Юльхер (Юлии), также урождённой Кассирер. Бруно Кассирер был двоюродным братом философа Эрнста Кассирера.
В 1890 году Бруно Кассирер получил аттестат зрелости в Берлине в гуманистической гимназии Лейбница на Марианненплац.
20 сентября 1898 года, вместе со своим двоюродным братом Паулем Кассирером, учредил издательство «Bruno & Paul Cassirer, Kunst- und Verlagsanstalt». Двое основателей издательства были не только двоюродными братьями, но и зятьями, поскольку Бруно женился на сестре Пола Эльзе (1873—1943). 2 мая 1898 года Пауль и Бруно были назначены управляющими секретарями Сецессиона. В 1901 году двоюродные братья разделили бизнес — Пауль стал руководить художественной галереей. В 1902 году он основал художественный журнал «Kunst und Künstler», который издавался до 1933 года.
С 1931 по 1933 год Бруно Кассирер управлял конным заводом Линденхоф к северу от Темплина. Кассирер купил свою первую лошадь в 1899 году и впоследствии, параллельно с издательской деятельностью, импортировал первоклассных американских лошадей, став таким образом одним из крупнейших конезаводчиков в Германии.
В 1936 году все евреи были исключены из Reichsschrifttumskammer, в том же году вышла последняя книга в издательстве Кассирера. В 1938 году вместе с семьёй эмигрировал в Великобританию, жил в Оксфорде, где 20 октября 1941 скончался.